# Eddie Bracken
Edward Vincent Bracken (Nova Iorque, 7 de fevereiro de 1915 – Glen Ridge, 14 de novembro de 2002) foi um ator americano. Bracken ganhou destaque em Hollywood por suas atuações cômicas nos filmes Hail the Conquering Hero e The Miracle of Morgan's Creek, ambos de 1944, ambos preservados pelo National Film Registry. Durante essa época, ele também obteve sucesso na Broadway, com atuações em peças como Too Many Girls (1940).
Os papéis posteriores de Bracken no cinema incluem Férias Frustradas (1983), Oscar (1991), Home Alone 2: Lost in New York (1992), Rookie of the Year (1993) e Baby's Day Out (1994).

## Biografia e carreira

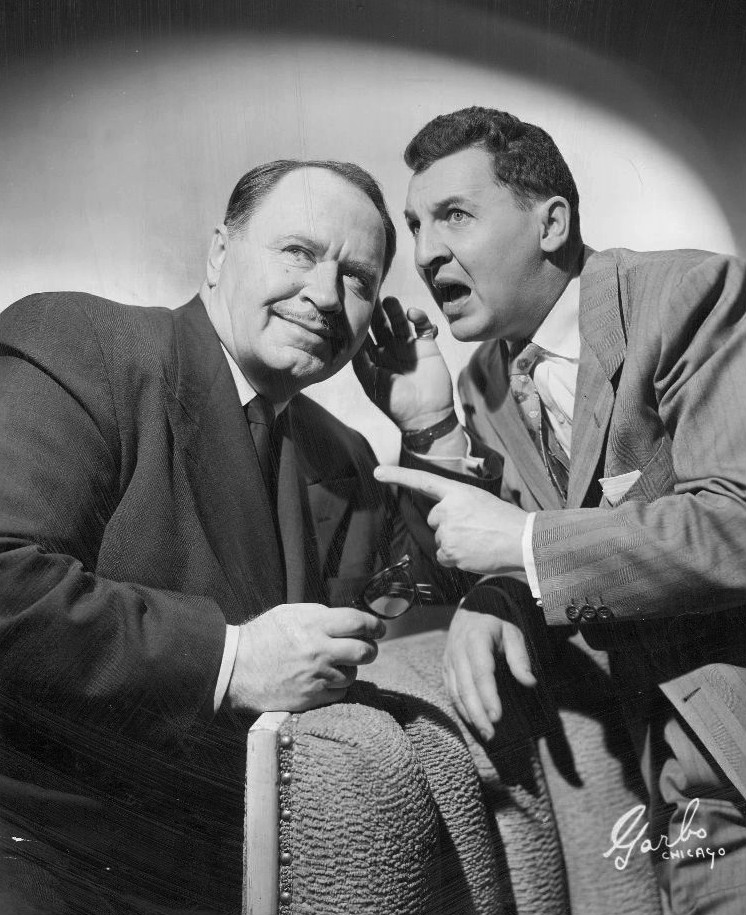
Howard Freeman e Eddie Bracken em 1954

Edward Vincent Bracken nasceu em Astoria, Queens, Nova Iorque, em 7 de fevereiro de 1915, filho de Joseph L. e Catherine Bracken. Bracken se apresentou no vaudeville aos nove anos de idade e ganhou fama com o musical da Broadway Too Many Girls, em um papel que ele reprisou na adaptação cinematográfica de 1940. Ele já havia atuado em uma série de curtas-metragens chamada The Kiddie Troupers (uma das muitas séries do tipo Our Gang) antes disso.[carece de fontes?]
Na década de 1940, o diretor Preston Sturges escalou Bracken para dois de seus filmes, The Miracle of Morgan's Creek, ao lado de Betty Hutton, e Hail the Conquering Hero. Devido à popularidade desses filmes, seu nome tornou-se conhecido durante Segunda Guerra Mundial.[carece de fontes?] Ele fez inúmeras transmissões de rádio e teve seu próprio programa, The Eddie Bracken Show.
Em 1953, Bracken deixou Hollywood. Ele apareceu na Broadway em Shinbone Alley ; Olá, Dolly! ; The Odd Couple ; e Sugar Babies.
Os papéis de Bracken na televisão entre 1952 e 2000 incluem um episódio de The Golden Girls como o ex-namorado de infância de Rose Nylund, de St. Olaf, bem como um episódio de Tales from the Darkside interpretando um idoso. Depois de quase 30 anos afastado do cinema, ele retornou para interpretar papéis de personagens, incluindo o fundador do parque temático Walley World, Sr. Roy Walley, em National Lampoon's Vacation (1983), e o dono da loja de brinquedos Duncan's Toy Chest, em Home Alone 2 2: Lost in New York (1992). Bracken também teve uma longa carreira no Paper Mill Playhouse em Nova Jérsei, estrelando dezenas de produções entre as décadas de 1980 e início dos anos 2000. Ele também fez uma participação especial no filme de Patrick Read Johnson de 1994, Baby's Day Out, como um dos veteranos do antigo orfanato.
Bracken atuou em filmes com dois atores que mais tarde se tornaram presidentes dos Estados Unidos: Ronald Reagan e Donald Trump. Ele co-estrelou The Girl from Jones Beach com Reagan em 1949, enquanto Trump desempenhou um papel menor em Home Alone 2: Lost in New York em 1992.
Bracken organizou uma campanha para o republicano Thomas E. Dewey durante a campanha eleitoral presidencial dos EUA em 1944.

### Morte
Em 14 de novembro de 2002, Bracken morreu aos 87 anos em Glen Ridge, Nova Jersey, devido a complicações de uma cirurgia para remoção de um disco comprimido no pescoço. Sua esposa de 63 anos, Connie Nickerson, uma ex-atriz, morreu em agosto de 2002, apenas três meses antes de sua morte. Ele conheceu Connie quando se apresentaram juntos em uma companhia itinerante da peça da Broadway What a Life, em 1938. O casal teve cinco filhos: dois meninos (Michael e David) e três meninas (Judy, Carolyn e Susan).[carece de fontes?]

### Calçada da Fama
Por suas contribuições ao rádio e à televisão, Bracken tem duas estrelas na Calçada da Fama de Hollywood.

## Rádio
| Ano  | Programa                    | Episódio/fonte             |
| ---- | --------------------------- | -------------------------- |
| 1944 | Suspense Mystery Radio Play | O Visitante                |
| 1947 | Suspense Mystery Radio Play | Elwood                     |
| 1953 | Broadway Playhouse          | Salve o Herói Conquistador |